# Pump action

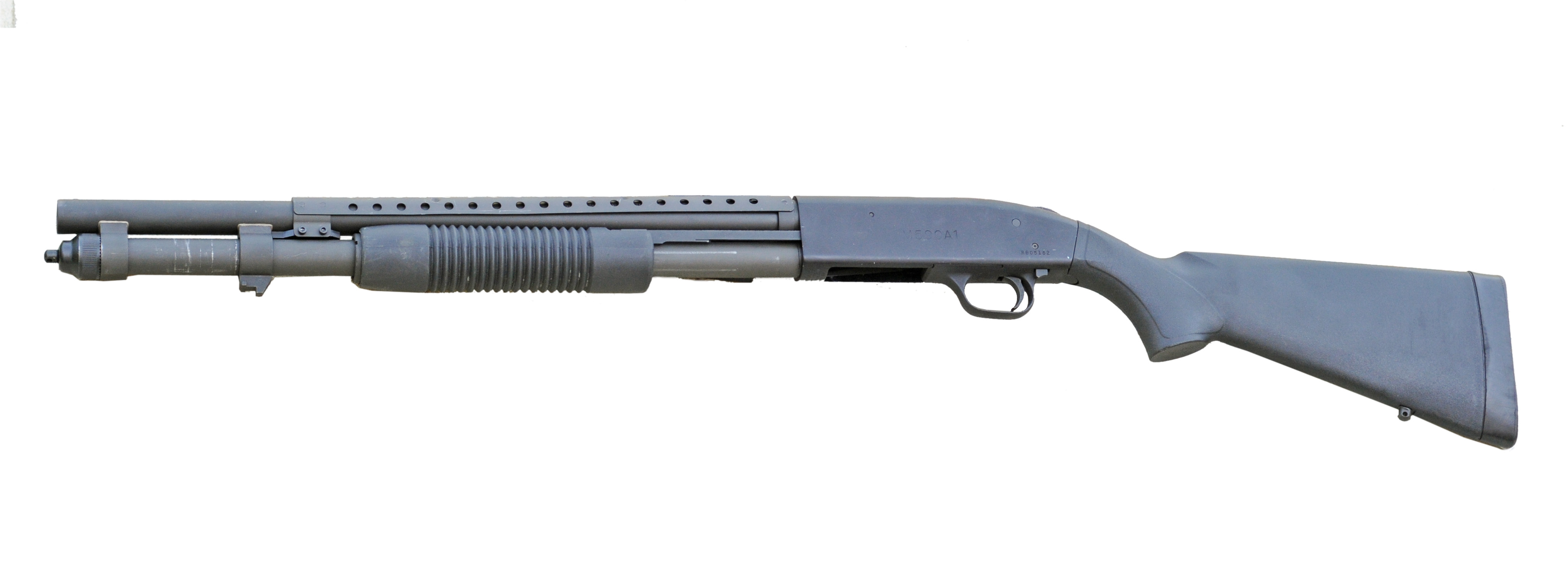
Strzelba Mossberg 500 wykorzystująca system pump action

Pump action (pot. pompka) - pochodzący z języka angielskiego termin określający system przeładowywania broni strzeleckiej stosowany głównie w strzelbach powtarzalnych (rzadziej w karabinach). 

## Zasada działania
Zasada działania opiera się na użyciu ruchomego łoża przedniego (tzw. czółenka) do wyrzucenia łuski (przyciągając łoże do siebie) i wprowadzeniu kolejnego naboju do komory nabojowej z magazynka rurowego (odciągając łoże z powrotem od siebie).

## Zalety i wady
Zaletą systemu pump action jest zapewnienie wysokiej ergonomii przy przeładowaniu, co znacząco zwiększa szybkostrzelność względem takich systemów jak bolt action (z ang. odnoszącego się głównie do czterotaktowych zamków ślizgowo-obrotowych) czy lever action (z ang. odnoszącego się do dwutaktowych zamków dźwigniowych). Dodatkowym atutem jest fakt, iż przeładowując broń strzelec nie musi zdejmować palca ze spustu.
Poważną wadą systemu jest jego zależność od magazynków rurowych, które uniemożliwiają zastosowanie systemów szybkiego ładowania (łódki nabojowe i ładowniki), przez co każdy kolejny nabój należy pojedynczo umieszczać w magazynku (co jest czynnością czasochłonną).